# Consejo Federal de Gobierno
El Consejo Federal de Gobierno es un organismo compuesto por los poderes nacionales, estadales y municipales de Venezuela cuyo objetivo es profundizar el proceso descentralizador del Estado.
Tiene su basamento constitucional en el artículo 185 y en la Ley Orgánica del Consejo Federal de Gobierno, dictada por el presidente Hugo Chávez, en el marco de la ley habilitante, el 22 de febrero de 2010.
Es el órgano encargado de la coordinación y la planificación de políticas y acciones para el desarrollo del proceso de descentralización y transferencia de competencias del Poder Nacional a los Estados, Municipios, Consejos Comunales y Asociaciones Vecinales; así como el desarrollo equilibrado de las regiones, respetando los principios que rigen al Estado Federal Descentralizado: justicia social, participación ciudadana, integridad territorial, cooperación, solidaridad, concurrencia, coordinación, interdependencia y subsidiaridad.

## Historia
El 18 de julio, el presidente Hugo Chávez objeta la Ley del Consejo Federal de Gobierno, sancionada el 30 de junio de 2005. El 22 de febrero de 2010, es aprobada en el marco de una ley habilitante por Chávez y ratificada por el Tribunal Supremo de Justicia por su carácter orgánico. Su primera sesión tuvo lugar en el salón de los gobernadores del Palacio Blanco de Caracas, el 14 de mayo de 2010.

## Funciones
- Planificar, aprobar, coordinar las acciones para el desarrollo del proceso de descentralización y transferencia de competencias del Poder Nacional, Estados, Municipios y comunidades organizadas que ayuden a un desarrollo endógeno sustentable.
- Discutir y someter a consideración de Asamblea Nacional los lineamientos del plan de descentralización.
- Promover la desconcentración poblacional, como parte del proceso de descentralización y desarrollo territorial equilibrado.
- Realizar el seguimiento y evaluación de los progresos y resultados del proceso descentralizador.
- Apoyar al Ejecutivo Nacional en la formulación del plan de desarrollo institucional en coordinación con los órganos y entes competentes de los distintos niveles territoriales de Gobierno.
- Aprobar su proyecto de presupuesto y tramitarlo conforme a la ley.
- Aprobar su informe de gestión anual y presentarlo a la Asamblea Nacional.
- Elaborar su reglamento interno de funcionamiento.
- Todas las demás que señale la Constitución de la República y la ley.

## Componentes
Está integrado por:
- Vicepresidente Ejecutivo de la República (Presidente).
- Los Ministros.
- Gobernadores de cada Entidad Federal.
- Un Alcalde por cada Estado.
- Voceros del Poder Popular elegidos por regiones(Sociedad Organizada).

Todos reunidos conforma la plenaria del Consejo Federal de Gobierno.
Además posee una Secretaría Permanente, integrada por Vicepresidencia Ejecutiva de la República, dos Ministros, tres Gobernadores y tres Alcaldes.

### Secretaría Permanente
Desde 2022 está conformado por:
- Vicepresidenta: Delcy Rodríguez.
- Ministros (2): Ministro de Petróleo, Tareck El Aissami y el Ministro de Energía Eléctrica, Néstor Reverol.
- Gobernadores (3): Gobernador de Miranda, Héctor Rodríguez (PSUV), la Gobernadora de Delta Amacuro, Lizeta Hernández (PSUV) y el gobernador de Cojedes, Alberto Galíndez (PJ).
- Alcaldes (3): La Alcaldesa del Municipio Libertador, Carmen Meléndez (PSUV), el alcalde de Barquisimeto, Luis Jonás Reyes (PSUV) y el alcalde de San Francisco, Gustavo Fernández (UNT)

## Fondo de Compensación Interterritorial (FCI)
El Fondo de Compensación Interterritorial (FCI) está destinado al financiamiento de inversiones públicas para promover el desarrollo equilibrado de las regiones, la cooperación y complementación de las políticas e iniciativas de desarrollo de las distintas entidades públicas territoriales y la realización de obras y servicios esenciales en las regiones y comunidades de menor desarrollo relativo. (Artículo 22 de la LOCFG).
El FCI depende del Consejo Federal de Gobierno, el cual decide sobre la asignación de sus recursos. Anualmente, este discutirá y aprobará los montos que asignará a través de los estados, los municipios, las organizaciones de base del Poder Popular y la estructura de los Distritos Motores de Desarrollo.